# Acta diurna
С името Acta diurna (от лат.: дневни съобщения) римският консул Гай Юлий Цезар въвежда дневен бюлетин на новините, едновременно първият вестник, който излиза от 59 пр.н.е. до най-малко 235 г. (вероятно не винаги ежедневно).
Разпространява се от частни предприятия чрез преписване и въвеждане и на други новини. Те се грижат и за изпращането на вестника в провинциите.
В Acta diurna има вече и картинни съобщения, подобни на тези от Триумфалните арки.